# Datif
Dans la grammaire de certaines langues flexionnelles et des langues agglutinantes, le datif est un cas grammatical. C’est principalement le moyen d’expression du complément d’objet indirect d’attribution, celui qui indique en faveur de qui un acte est accompli, mais le datif exprime une variété d’autres rapports syntaxiques aussi, en fonction de la langue considérée. Dans les langues flexionnelles dépourvues de déclinaison, comme le français, c’est un nom avec une préposition (en français à) qui correspond au nom au datif, ex. Pierre donne une pomme à son frère,,,,,.

## Forme du datif dans quelques langues
Dans les langues à déclinaison, qu’elles soient flexionnelles ou agglutinantes, les cas sont d’ordinaire exprimés par des désinences, avec des différences entre langues flexionnelles et agglutinantes quant au caractère de ces morphèmes.
Dans une langue agglutinante comme le hongrois, par exemple, le datif est exprimé par une désinence qui lui appartient en exclusivité, étant la même pour tous les mots de nature nominale (noms, adjectifs, pronoms, numéraux, avec une particularité pour le pronom personnel), soit qu’elle est ajoutée directement au radical du mot ou après un autre suffixe. La désinence du datif est -nak/-nek, avec ces deux variantes, utilisées conformément aux règles de l’harmonie vocalique. Cette désinence peut être ajoutée directement au radical, ex. Kinek telefonálsz? « À qui téléphones-tu ? ». Pour obtenir un mot au pluriel et au datif, on ajoute au radical d’abord le suffixe du pluriel, puis la désinence du datif : gyermek « enfant » + -ek → gyermekek « enfants » + -nek → gyermekeknek « à des enfants ». Si le mot au datif est un objet possédé, il reçoit d’abord le suffixe qui exprime la personne du possesseur, puis la désinence du datif : Jó barátomnak tartalak « Je te tiens pour un bon ami à moi » (barát « ami » + -om → barátom « mon ami » + -nak).
En BCMS (bosnien, croate, monténégrin et serbe) (langues fexionnelles), le datif n’est pas exprimé par une seule désinence, mais par plusieurs, en fonction du genre et du nombre, et ces désinences ne sont pas seulement celles du datif. Voici par exemple les désinences de datif des noms et des adjectifs des classes de déclinaison qui comprennent le plus de mots aves ces désinences :
- -u pour les noms masculins et neutres au singulier et pour les adjectifs de forme brève au masculin et au neutre singulier : jelenu « à un cerf » ou « au cerf »[10], kolu « à une/la roue », zelenu « vert » ;
- -ima pour les noms masculins et neutres au pluriel (désinence commune avec les cas instrumental et locatif) : jelenima « à des / aux cerfs », kolima « à des / aux roues » ;
- -i pour les noms féminins au singulier : ženi « à une/la femme » ;
- -ama pour les noms féminins au pluriel (commune avec l’instrumental et le locatif) : ženama « à des / aux femmes » ;
- -ōm(e)[11] pour les adjectifs de forme longue, au masculin et au neutre singulier (commune avec le locatif) : zelenōm(e)[12] ;
- -ōj pour les adjectifs aux féminin singulier, formes longue et brève (commune avec le locatif) : zelenōj ;
- -īm(a) pour les adjectifs au masculin, neutre, et féminin pluriel, formes longue et brève (commune avec l’instrumental et le locatif) : zelenīm(a).

En roumain aussi il y a une déclinaison, mais elle est relativement réduite par rapport à des langues comme BCMS. Parmi les noms et les adjectifs, seuls les féminins ont des désinences de datif, les mêmes au singulier et au pluriel, et communes avec les cas génitif et nominatif au pluriel : unei/unor case « à une/des maison(s) », unei/unor flori « à une/des fleur(s) », unei/unor cafele « à un/des café(s) ». De plus, la désinence -e se trouve au neutre pluriel aussi, et -i au masculin et au neutre pluriels aussi. Le datif se distingue mieux grâce aux articles qui déterminent les noms, bien que les formes de datif de ceux-ci soient elles aussi communes avec le génitif : unui pom « à un arbre », unor pomi « à des arbres », unui scaun « à une chaise », unor scaune « à des chaises », unei case « à une maison », unor case « à des maisons », pomului « à l’arbre », pomilor « aux arbres », scaunului « à la chaise », scaunelor « aux chaises », casei « à la maison », caselor « aux maisons », etc..
Les formes de datif de certains pronoms présentent des ressemblances, mais aussi des différences par rapport aux formes des noms et/ou des adjectifs. Dans les langues mentionnées ici, les pronoms personnels présentent une situation à part. Leurs formes de datif sont complètement différentes de celles de nominatif, ce qui les rapproche des formes correspondantes dans les langues qui ont perdu la déclinaison mais en gardent des vestiges. Exemples à la première personne du singulier :
- roumain : eu « moi, je » – mie « à moi », îmi « me »[14] ;
- BCMS : ja « moi, je » – meni « à moi », mi « me »[15].

En hongrois, la forme de nominatif à cette personne est én, mais le datif se forme de la variante -nek de la désinence générale du datif, plus le suffixe possessif de la première personne du singulier -em, ce qui donne nekem « à moi », procédé par lequel on forme le datif de tous les pronoms personnels, par ajonction des suffixes possessifs des diverses personnes : neked « à toi », nekünk « à nous », etc..

## Emploi du datif

### Sans adposition
Le datif est tout d’abord le cas du complément d’objet direct d’attribution, sans être le seul moyen d’exprimer cette fonction. Ce type de complément sans adposition (préposition ou postposition) est celui des verbes dits « attributifs », comme donner, prêter, louer, lire, etc.. Exemples :
- (ro) I-am dat colegei tale cărțile de spaniolă « J’ai donné les livres d’espagnol à ta copine  »[18] ;
- (cnr) pokloniti haljinu sestri « faire cadeau d’une robe à sa sœur »[19] ;
- (hu) Csillának adtam egy könyvet « J’ai donné un livre à Csilla »[7].

Le COI ci-dessus est proche quant au sens à celui subordonné à des verbes au sens apparenté à celui de « s’adresser » :
- (ro) Le-am spus studenților că examenul va fi greu « J’ai dit aux étudiants que l’examen serait difficile »[20] ;
- (cnr) zahvaliti dobročinitelju « remercier le bienfaiteur »[19] ;
- (hu) Kinek telefonálsz? « À qui téléphones-tu ? »[7].

Certains adjectifs, surtout en fonction d’attribut du sujet, peuvent également avoir un COI au datif :
- (ro) Obiectul acesta îi este folositor medicului? « Cet objet est-il utile au médecin ? »[20] ;
- (cnr) biti odan prijatelju « être dévoué à son ami »[19] ;
- (hu) Zsófiának fontos minden nap zongoráznia « Il est important pour Zsófia de jouer tous les jours du piano »[7].

Le datif peut aussi avoir un sens possessif. En latin, le datif possessif exprime le possesseur sujet logique de la phrase : Mihi liber est « J’ai un livre » (littéralement « À moi livre est »). Le roumain a hérité du latin des vestiges de ce datif dans des expressions verbales comme mi-e foame « j’ai faim », mi-e milă « j’ai pitié », mi-e sete « j’ai soif », etc..
En roumain et en BCMS il y a une construction possessive avec le pronom personnel conjoint au datif équivalente de la construction avec un adjectif possessif :
- (ro) Unde ți-e soțul? « Où est ton mari ? » (litt. « Où t’est le mari ? »)[21] ;
- (cnr) Đe su mi naočare? « Où sont mes lunettes ? » (litt. « Où me sont lunettes ? »)[19].

Il y a encore un type de datif possessif en roumain. C’est celui d’un pronom personnel ou réfléchi conjoint en fonction de complément du nom, comme dans les exemples În zadar copacii crengile-și plecau / Și zăpada-n cale-mi pe rând scuturau « C’est en vain que les arbres penchaient leurs branches / Et secouaient tour à tour la neige sur mon chemin » (litt. « … branches-se … chemin-me ») (Vasile Alecsandri).
En hongrois, la construction possessive du type mihi liber est est générale : Gyulának két húga van « Gyula a deux sœurs » (litt. « À Gyula deux sœur est »). Il y a encore une construction avec le datif possessif dans cette langue : apámnak a háza « la maison de mon père ».
Le datif appelé « éthique » indique une personne intéressée de façon affective dans le procès exprimé par le verbe, et le mot à un tel datif n’a pas de fonction syntaxique, mais seulement stylistique :
- (ro) Pe unde mi-ai umblat până acum? litt. « Par où tu m’as déambulé jusqu’à maintenant ? »[4] ;
- (cnr) Da si ti meni živ i zdrav! litt. « Que tu me sois vivant et bien portant ! »[19] ;
- (hu) Csukja be nekem ezt az ajtót! « Fermez-moi cette porte ! »[22].

Le datif sans adposition a d’autres emplois encore, qui ne se retrouvent pas tous dans les langues mentionnées ici.
En roumain, le mot au datif peut encoire avoir la fonction de :
- complément circonstanciel comparatif : Comportamentul tău e asemenea comportamentului unui copil de cinci ani! « Ton comportement est comme celui d’un enfant de cinq ans ! » (litt. « … semblable au comportement… »)[20] ;
- CC de lieu : a se opri locului « s’arrêter sur place »[4].

En BCMS, le datif peut aussi :
- exprimer le but d’un déplacement : krenuti svojoj kući « partir pour sa maison » ;
- exprimer la personne qui doit faire quelque chose : Što nam je činiti? « Qu’est-ce que nous devons faire » (litt. « Quoi à nous est faire ? »);
- être présent dans des serments (datif appelé emphatique) : Duše mi! « Par mon âme ! ».

En hongrois, le datif peut encore :
- exprimer une fonction à laquelle est destiné un animé ou un inanimé : Jó lesz titkárnőnek « Elle fera une bonne secrétaire » ;
- participer dans une construction appelée figure étymologique : Szépnek szép « Pour être belle, elle est belle » ;
- exprimer le sujet de verbes et expressions verbales impersonnels : Máriának haza kell mennie. « Il faut que Marie rentre » ;
- exprimer l’attribut exprimant l’état du sujet : Ica fáradtnak látszik « Ica semble fatiguée ».

### Avec adposition
En roumain, le datif est exigé par trois prépositions synonymes :
Am obținut aceste rezultate datorită ajutorului tău « J’ai obtenu ces résultats grâce à ton aide » ;
Am ajuns acasă mai devreme grație bunăvoinței dumneavoastră « Je suis arrivé(e) plus tôt chez moi grâce à votre bienveillance » ;
Mulțumită eforturilor voastre am ocupat locul întâi « Grâce à vos efforts, nous avons occupé la première place ».
En BCMS aussi il y quelques prépositions qui régissent le datif :
Svi su se okrenuli ka gradu « Tous se sont dirigés vers la ville » ;
Zaputio sam se prema izlazu iz dvorane « Je suis parti vers la sortie de la salle » ;
Postupili su nasuprot njegovoj želji « Ils ont procédé contre son souhait » ;
Uprkos velikoj vrućini bili smo na igralištu « Malgré la grande chaleur, nous étions sur le terrain de jeu » ;
To bijaše protivno njegovoj volji « C’était contre sa volonté ».
En hongrois il y a très peu de postpositions construites avec le datif :
Bartóknak köszönhetően mindenki hallott a magyar zenéről « Grâce à Bartók, tout le monde a entendu parler de la musique hongroise » ;
A dolgok elképzeléseinknek megfelelően alakultak « Les choses ont évolué conformément à nos prévisions ».

## Sources bibliographiques
- (ro) Bărbuță, Ion et alii, Gramatica uzuală a limbii române [« Grammaire usuelle du roumain »], Chișinău, Litera, 2000  (ISBN 9975-74-295-5) (consulté le 8 mars 2019)

- (hu) Bokor, József, « Szóalaktan » [« Morphologie »], A. Jászó, Anna (dir.), A magyar nyelv könyve [« Le livre de la langue hongroise »], 8e édition, Budapest, Trezor, 2007  (ISBN 978-963-8144-19-5), p. 254-292 (consulté le 8 mars 2019)

- (en) Bussmann, Hadumod (dir.), Dictionary of Language and Linguistics [« Dictionnaire de la langue et de la linguistique »], Londres – New York, Routledge, 1998  (ISBN 0-203-98005-0) (consulté le 8 mars 2019)

- (cnr) Čirgić, Adnan ; Pranjković, Ivo ; Silić, Josip, Gramatika crnogorskoga jezika [« Grammaire du monténégrin »], Podgorica, Ministère de l’Enseignement et des Sciences du Monténégro, 2010  (ISBN 978-9940-9052-6-2) (consulté le 8 mars 2019)

- (en) Cojocaru, Dana, Romanian Grammar [« Grammaire roumaine »], SEELRC, 2003 (consulté le 8 mars 2019)(consulté le 8 mars 2019)

- (ro) Constantinescu-Dobridor, Gheorghe, Dicționar de termeni lingvistici [« Dictionnaire de termes linguistiques »], Bucarest, Teora, 1998 ; en ligne : Dexonline (DTL) (consulté le 8 mars 2019)

- (en) Crystal, David, A Dictionary of Linguistics and Phonetics [« Dictionnaire de linguistique et de phonétique »], 4e édition, Blackwell Publishing, 2008  (ISBN 978-1-4051-5296-9) (consulté le 8 mars 2019) (consulté le 27 mars 2023)

- Delatour, Yvonne et al., Nouvelle grammaire du français, Paris, Hachette, 2004  (ISBN 2-01-155271-0) (consulté le 8 mars 2019)

- Dubois, Jean et al., Dictionnaire de linguistique, Paris, Larousse-Bordas/VUEF, 2002 (consulté le 27 mars 2023)

- (en) Eastwood, John, Oxford Guide to English Grammar [« Guide Oxford de la grammaire anglaise »], Oxford, Oxford University Press, 1994  (ISBN 0-19-431351-4) (consulté le 27 mars 2023)

- Jolić, Borjanka et Ludwig, Roger, Le serbo-croate sans peine, Chennevières, Assimil, 1972

- (ro) Moldovan, Victoria ; Pop, Liana ; Uricaru, Lucia, Nivel prag pentru învăţarea limbii române ca limbă străină [« Niveau-seuil pour l’apprentissage du roumain langue étrangère »], Strasbourg, Conseil de l’Europe (Conseil de la Collaboration Culturelle). 2001 (consulté le 8 mars 2019)

- (en) Rounds, Carol, Hungarian: an Essential Grammar [« Grammaire fondamentale du hongrois »], Londres / New York, Routledge, 2001  (ISBN 0-203-46519-9) (consulté le 8 mars 2019)

- Szende, Thomas et Kassai, Georges, Grammaire fondamentale du hongrois, Paris, Langues et mondes – l’Asiathèque, 2007  (ISBN 978-2-91-525555-3) (consulté le 8 mars 2019)